# 拉特尔斯多夫
拉特尔斯多夫是德国巴伐利亚州的一个市镇。总面积39.60平方公里，总人口4474人，其中男性2261人，女性2213人（2011年12月31日），人口密度113人/平方公里。